# Arquidiocese de Salta
A Arquidiocese de Salta (Archidiœcesis Saltensis) é uma circunscrição eclesiástica da Igreja Católica situada em Salta, Argentina. Seu atual arcebispo é Mario Antonio Cargnello. Sua Sé é a Catedral Santuário Nosso Senhor e a Virgem do Milagre.
Possui 60 paróquias servidas por 121 padres, contando com 860000 habitantes, com 86,6% da população jurisdicionada batizada.

## História
A diocese de Salta foi erigida em 28 de março de 1806 com a bula Regalium Principum do Papa Pio VII, recebendo o território da diocese de Santiago do Chile e de Córdoba (atualmente ambas são arquidioceses). Originalmente era sufragânea da arquidiocese de La Plata ou Charcas.
Em 5 de março de 1865 passou a fazer parte da província eclesiástica da arquidiocese de Buenos Aires.
Em 15 de fevereiro de 1897 cedeu uma parte do seu território para a criação da diocese de Tucumán (hoje arquidiocese).
Em 21 de janeiro de 1910 cedeu outra parte de território para o benefício da ereção da Diocese de Catamarca, o qual foi constituído em 22 de maio de 1920.
Em 20 de abril de 1934 por efeito da bula Nobilis Argentinae nationis do Papa Pio XI cedeu outras partes de território para a criação da diocese de Jujuy e também foi elevada ao posto de arquidiocese metropolitana.
Em 2 de julho de 1944 transferiu para a diocese de Catamarca uma fração do território que tinha sido feita em 1920.
Em 10 de abril de 1961 e em 8 de setembro de 1969 cedeu território para a criação, respectivamente, da diocese de Orán e da prelazia de Cafayate.

## Prelados
|                     | Nome                                    | Período    | Notas                                       |
| Arcebispos          | Arcebispos                              | Arcebispos | Arcebispos                                  |
| ------------------- | --------------------------------------- | ---------- | ------------------------------------------- |
| 4º                  | Mario Antonio Cargnello                 | 1999-atual |                                             |
| 3º                  | Moisés Julio Blanchoud †                | 1984-1999  |                                             |
| 2º                  | Carlos Mariano Pérez Eslava, S.D.B. †   | 1963-1984  |                                             |
| 1º                  | Roberto José Tavella, S.D.B., †         | 1934-1963  |                                             |
| Arcebispo-coadjutor |                                         |            |                                             |
|                     | Mario Antonio Cargnello                 | 1998-1999  |                                             |
| Bispos-auxiliares   |                                         |            |                                             |
|                     | Raúl Arsenio Casado                     | 1975-1983  | Nomeado Bispo de Jujuy                      |
|                     | Carlos Horacio Ponce de Léon            | 1962-1966  | Nomeado Bispo de San Nicolás de los Arroyos |
|                     | Pedro Reginaldo Lira                    | 1958-1961  | Nomeado Bispo de San Francisco              |
|                     | José Calixto Gregorio Romero e Juárez   | 1914       | Elevado a Bispo                             |
|                     | Pablo Padilla e Bárcena                 | 1891-1893  | Elevado a Bispo                             |
|                     | Miguel Moisés Aráoz                     | 1871-1883  |                                             |
| Bispos              |                                         |            |                                             |
| 7º                  | Julio Campero y Aráoz †                 | 1923-1934  |                                             |
| 6º                  | José Calixto Gregorio Romero y Juárez † | 1914-1919  |                                             |
| 5º                  | Matías Linares y Sanzetenea †           | 1898-1914  |                                             |
| 4º                  | Pablo Padilla y Bárcena †               | 1893-1898  | Nomeado Bispo de Tucumán                    |
| 3º                  | Buenaventura Rizo Patrón, O.F.M. †      | 1860-1884  |                                             |
| 2º                  | José Eusebio Colombres †                | 1858-1859  |                                             |
| 1º                  | Nicolás Videla del Pino †               | 1807-1819  |                                             |